# Eupithecia galepsa
Eupitecia galepsa es una especie de polilla de la familia Geometridae. La especie fue descrita por primera vez por Claude Herbulot en 1987 y con localidad tipo en Bolivia, donde se han encontrado algunos ejemplares en el Valle de Zongo a altitudes de 2050 metros (6725,7 pies) sobre el nivel del mar.